# 순항전차

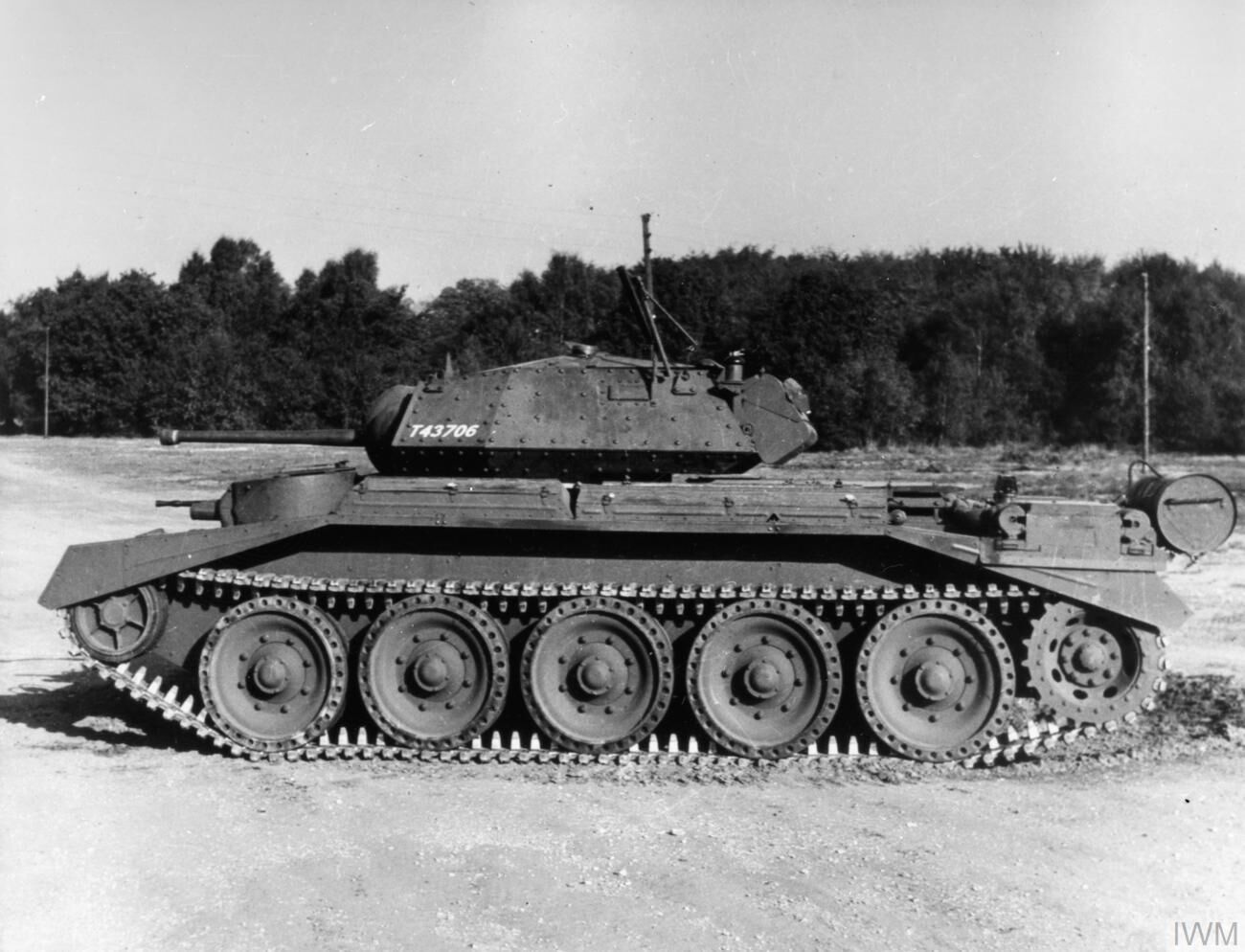
6형 순항전차 A15 크루세이더.

순항전차(영어: cruiser tank)는 전간기 영국의 전차 교리에 따라 설계된 전차 유형들 중 하나다. 이 시기 영국은 전차를 보병전차와 순항전차의 이원체계로 설계했는데, 순항전차는 총기병의 교리적 후계자로서 빠른 속도와 비교적 경장갑의 기동전용 전차였다. 동시기 프랑스 제3공화국 역시 비슷한 이원체계로 보병전차와 대조되는 기병전차(프랑스어: chars de cavalerie)를 운용했다.
영국 순항전차는 1938년의 1형 순항전차 A9를 시작으로 1944년 순항전차 A34 코멧까지 개발되었다. 1946년 보병전차와 순항전차를 결합한 센추리온이 영국 최초의 주력전차로 개발되면서 순항전차는 보병전차와 함께 사장되었다.

## 같이 보기
- 장갑전투차량